# آل روسسیو
آل روسسیو (انگلیسی: Al Ruscio; ۲ ژوئن ۱۹۲۴ – ۱۲ نوامبر ۲۰۱۳) یک هنرپیشه اهل ایالات متحده آمریکا بود.
از فیلم‌ها یا برنامه‌های تلویزیونی که وی در آن نقش داشته‌است می‌توان به گوی و سرخ خونی اشاره کرد.

## آغاز زندگی
روسسیو در ۲ ژوئن ۱۹۲۴ در سالم، ماساچوست متولد شد. وی از دبیرستان سالم فارغ‌التحصیل شد، پس از فارغ‌التحصیلی از دانشگاه به شهر نیویورک نقل مکان کرد. در طول جنگ جهانی دوم، روسسیو درنیروی هوایی ارتش ایالات متحده خدمت می‌کرد.
روسسیو به مدت دو سال در مدرسه تئاتر مجله پلی هوس آموزش دید. او در نیویورک نقش‌های زیادی را بازی کرد، از جمله بازی در کنار استیو مک کوئین و کیم استنلی و دیگران

## تلویزیون
اولین کار تلویزونی وی یک برنامه زنده در شهر نیویورک بود.
وی در سال ۱۹۵۸ به لس آنجلس نقل مکان کرد. اولین نقش او در آنجا تونی در سریال آل کاپون بود. او سپس در بسیاری از نمایش‌های تلویزیونی ظاهر شد.

## فیلم
علاوه بر کار تلویزیونی، روسسیو در چندین فیلم از جمله هر کدام از راه‌ها (۱۹۸۰) با کلینت ایستوود، لبه دندانه دار (۱۹۸۵) با بازی گلن کلوز و جف بریجز، پدرخوانده قسمت سوم (۱۹۹۰)، گناهکار (۱۹۹۱). با رابرت دنیرو، ایفای نقش کرد.

## سال‌های بعد
در دهه ۱۹۶۰ روسسیو لس آنجلس را ترک کرد تا بخش نمایش را در کالج تازه تأسیس Midwester در دنیسون، آیووا ایجاد کند. پس از پنج سال در آنجا به وینزر، انتاریو، کانادا نقل مکان کرد، و در آنجا استاد بازیگری در دانشگاه وینزر بود. از آنجا به عنوان مدیر هنری آکادمی هنر نمایشی در دانشگاه اوکلند دعوت شد، جایی که همسرش نیز بازیگری را تدریس می‌کرد. آنها در سال ۱۹۷۵ به لس آنجلس بازگشتند و در آنجا بازیگری و تدریس خود را از سر گرفتند.

## کتاب
روسسیو کتابی با عنوان راهنمای عملی برای بازیگران نوشت، که در سال ۲۰۱۲ منتشر شد.

## زندگی خصوصی
روسسیو در سال ۱۹۵۴ با کیت ویلیامسون ازدواج کرد و آنها چهار فرزند با هم داشتند: الیزابت، مایکل، ماریا و نینا. همه آنها به جز ماریا در هنرهای نمایشی نیز فعالیت دارند. این زوج تا زمان مرگ روسسیو در نوامبر ۲۰۱۳ با هم بودند. ویلیامسون یک ماه بعد از روسسیو، در ۶ دسامبر ۲۰۱۳ درگذشت.

## جستارها
گلن کلوز
کلینت ایستوود